# Cyathea simulans
Cyathea simulans är en ormbunkeart som beskrevs av Karel Domin. Cyathea simulans ingår i släktet Cyathea och familjen Cyatheaceae. Inga underarter finns listade.